# Shuto Suzuki
Shuto Suzuki (født 31. august 1985) er en tidligere japansk fodboldspiller.
Han har spillet for flere forskellige klubber i sin karriere, herunder Kashima Antlers, Shonan Bellmare, Tochigi SC og Giravanz Kitakyushu.